# Gears of War 2
Gears of War 2 est un jeu vidéo développé par Epic Games et édité par Microsoft Game Studios. Il s'agit d'un jeu de tir à la troisième personne, sorti le 7 novembre 2008 sur Xbox 360. Il est la suite de Gears of War, sorti en 2006.

## Trame

### Histoire
Gears of War 2 est un jeu à la troisième personne (TPS / Third Person Shooter). Le joueur incarne, comme dans le premier volet, Marcus Fénix, sergent de l'escouade Delta.
L'histoire se déroule six mois après la fin du premier volet, après avoir remporté ce que l'humanité pensait être une grande bataille face aux Locustes, en réussissant à larguer la Bombe Lumière dans le repaire des Locustes. L'explosion des bombes (qui s'avèrent être plutôt des torpilles) n'a pas eu l'effet voulu, certes elles ont éliminé quelques bases locustes mais trop peu pour réellement retourner la situation. Comme le dira la reine "ce qui ne nous tue pas nous rend plus fort", et la horde se remit en marche, plus décidée que jamais à éradiquer les humains.
De plus, les villes sont englouties et disparaissent les unes après les autres, dévorées par une mystérieuse menace (cette mystérieuse menace ne fut que réveillée par la bombe lumière ce qui prouve encore qu'elle n'aura vraiment pas été très bénéfique). Tout cela autour de Jacinto, (dernier bastion de l'Humanité), marquant le retour des Locustes.
La Coalition est alors contrainte de lancer son dernier assaut ; l'escouade Delta est bien évidemment en première ligne... Les braves soldats de la CGU vont devoir affronter de près l'horreur et l'enfer de la guerre. Fort d'un Lanzor largement amélioré et d'armes optimisées pour cette mission suicide, plus que jamais l'escouade Delta pourra compter sur ses homologues combattants pour déjouer la Horde.
Le but de cet opus est donc toujours d'éradiquer la race Locuste, mais cette fois-ci en attaquant directement dans leur territoire, Les Entrailles (the Hollow).

### Personnages et Organisations
- Marcus Fenix est le sergent de l'escouade Delta et le personnage principal. Vétéran des guerres pendulaires, le sergent Marcus Fenix est l'un des Gears les plus décorés encore en activité. Emprisonné pour avoir désobéi aux ordres en voulant essayer de sauver son père, il a été amnistié avant le premier volet, et a démontré à plusieurs reprises son courage exceptionnel au combat.
- Le caporal Dominic Santiago est un soldat aguerri, membre de l'escouade Delta. Meilleur ami de Fenix, c'est un homme d'une loyauté sans égale. Il a perdu ses deux enfants lors du jour-E et sa femme, Maria, a disparu quatre ans plus tard, traumatisée par l'Emergence. Dans ce volet de Gears Of War, il va retrouver sa femme, mais sera obligé de la tuer pour abréger ses souffrances.
- Augustus "Gus" Cole, ou "Cole Train", est aussi un membre de l'escouade Delta. Ancienne star de "Trashball", Augustus Cole est devenu l'un des meilleurs soldats de la CGU. Comme durant sa carrière de sportif professionnel, Cole n'hésite pas à se jeter corps et âme dans l'action, tout en gardant un œil sur son but principal : battre ses rivaux. Il apparaît dans Gears of War, où il arrive en renfort.
- Damon Baird est un ingénieur, expert en réparations et en bombes. Fondu de mécanique, Damon Baird est un soldat à la fois endurci et résigné. Bien qu'étant prêt à se battre pour la survie de l'humanité, Baird se montre souvent cynique vis-à-vis de la Coalition. C'était un membre de l'escouade Alpha, mais il a été réassigné à l'escouade Delta après que cette dernière eut été totalement décimée par les Locustes.
- Le président Richard Prescott est l'un des plus anciens membres du Conseil des souverains; c'est aussi le commandant en chef de la CGU (Coalition des Gouvernements-Unis). Ce fin stratège militaire, et brillant orateur, est l'exemple même du dirigeant à poigne, indispensable en temps de guerre. Mais il est considéré par la population comme un dictateur.
- Le colonel Victor Hoffman est le commandant en second de la CGU, juste après Richard Prescott. Il a la même fonction qu'Anya Stroud. Il fut un temps méprisant envers Marcus le déserteur, mais l'a pardonné après que celui-ci eut réussi à larguer la bombe-lumière dans Gears of War 1.
- Benjamin Carmine est le plus jeune membre de l'escouade Delta. C'est le frère d'Anthony Carmine, présent dans le premier épisode et abattu par un Sniper Locuste d'une balle en pleine tete. Tout comme son frère, il a eu le même surnom que son frère "bleu" un peu naïf, et avec peu d'expérience au combat, mais il reste très enthousiaste. Mais dans les Entrailles, en tentant de retarder les Locustes pour laisser l'escouade Delta s'enfuir, il tombe dans le ventre d'un RiftWorm, avant que l'hélicoptère de l'escouade Delta ne le rejoigne. Marcus et ses équipiers le rechercheront mais il était déjà trop tard . Des parasites ont mangé le torse de notre cher "bleu", Marcus et les autres le retrouvèrent en train de se faire dévorer. Il mourra quelques instants plus tard.
- Dizzy Wallin est un Gears assigné à la conduite des Derricks. Il fait partie des "parias" de l'opération de recrutement des parias "Arche du Salut", engagé dans l'armée en échange d'un soutien financier pour sa famille. Il a une armure vieille et usée. Dans l'acte 1, alors que l'escouade Delta se prépare à être larguée dans les Entrailles, Skorge apparait sur le champ de bataille. Dizzy et Tai Kaliso restent derrière pour le repousser, dans un combat acharné de tronçonneuses. L'escouade Delta plonge alors dans les Entrailles et perd le contact radio avec ces deux derniers. Tai est retrouvé plus tard sur une barge de torture, mais Dizzy reste introuvable.
- Tai Kaliso est un grand gaillard musclé et tatoué. Ancien ami de Marcus Fenix, Tai a combattu à ses côtés pendant les guerres Pendulaires. Il a un caractère très calme et sage. Il revient dans ce volet prêter main-forte à Marcus. Il se fera ensuite capturer et torturer par les Locustes. Quand l'escouade Delta le retrouvera, Marcus lui donnera un fusil a pompe pour qu'il puisse combattre, mais Tai se mettra une balle dans la tête.
- Le lieutenant Anya Stroud est le seul membre féminin du CGU. C'est la principale intermédiaire radio, et en tant que telle c'est la voix qui transmet les instructions de l'état-major COG, ainsi que les objectifs et les informations vitales à l'escouade Delta. Son rôle principal est de surveiller la situation et de fournir des conseils stratégiques si besoin.
- Maria Santiago est la femme de Dominic. Elle a disparu quatre ans après l'Emergence Day, traumatisée par la perte de ses enfants et l'absence de son mari, au combat. Dominic la retrouvera à la fin du jeu, dans l'acte 4, mais elle sera changée et agonisante. Dom est obligé de la tuer pour abréger ses souffrances et jure de "buter" tous les Locustes sur son chemin ou non.
- Adam Fenix est le père de Marcus Fenix. Il fut un célèbre scientifique militaire. Marcus a tenté de le sauver des Locustes en abandonnant son poste au combat, ce qui lui a couté la prison à vie, tandis que son père a disparu. Dans Gears Of war 2, on apprend que c'est lui qui a suggéré autrefois l'effondrement de Jacinto. Bien qu'à ce moment-là, l'idée n'ait pas plu, elle se révèlera être l'ultime chance pour détruire définitivement les Locustes. On apprend aussi qu'il aurait collaboré avec les Locustes. Après le générique de fin de Gears of War 2, on peut entendre un message très brouillé d'Adam, ce qui prouverait qu'il est encore en vie.
- Elaine Fenix était la mère de Marcus, et la femme d'Adam Fenix. Elle était docteur et secondait son mari.

L'Armée Locuste:
- La Reine Locuste est la grande gouvernante, chef suprême des Locustes. On ne sait rien d'elle à part qu'elle se terre dans les profondeurs de Sera (plus précisément dans Nexus, le "QG" des Locustes), dans les Entrailles Locustes, où Marcus Fenix et son groupe, Dom Santiago, Damon Baird et Augustus Cole pénètreront pour la trouver. Après la rencontre avec l'équipe Delta, elle s'enfuit et, pendant que Marcus et Dom s'occupent de Skorge, Baird et Cole s'en vont la pourchasser. Mais elle restera finalement introuvable.
- Skorge est le garde du corps personnel de la Reine Locuste, et sous-chef de l'armée Locuste. C'est aussi le chef des moines Kantus, une nouvelle race locuste qui peut ressusciter les Locustes tombés au combat par leurs cris. Il est d'ailleurs appelé le Grand Moine Kantus. Dans cette nouvelle bataille, il remplace le Général RAAM, et apparaît au début de l'aventure en attaquant le derrick de l'équipe Delta. Dizzy Wallin et Tai Kaliso se chargeront de le repousser pour que l'escouade Delta puisse s'enfoncer dans les Entrailles. Plus tard, on retrouve Skorge en compagnie de la Reine dans son repaire. Ayant reçu l'ordre d'éliminer Marcus et Dom, il tentera de les tuer mais s'échappera finalement sur son Reaver personnel, Hydra. Une poursuite s'ensuivra dans les tunnels et se terminera à la surface, où Skorge meurt d'une violente chute, après que l'équipe Delta a abattu son Reaver.

## Système de jeu

### Mode multijoueur
En mode multijoueur, il est possible de jouer à plusieurs à l'aide de Xbox Live ou localement en écran séparé, ou bien à un seul joueur avec un maximum de 9 bots.
Dans Gears of War 2 tout comme dans  Gears of War 1, il y a plusieurs modes multijoueurs :
- Zone de guerre : Le but de ce mode est des plus simples : il faut tuer tous les membres de l'équipe adverse par n'importe quel moyen (si un adversaire agonise et que personne ne vient le sauver, il meurt). Les effets météo sont activés lors des combats.
- Exécution : Le but de ce mode de jeu est le même que le mode Zone de guerre, seules quelques règles les différencient. Pour gagner, vous devez tuer tous les membres de l'équipe adverse mais quand votre adversaire agonise vous ne pouvez pas l'achever à distance. Vous devez utiliser une exécution (B : coup de crosse, X : brise-crane, Y : mise à mort élaborée ou A : prise en otage) ou l'achever à bout portant. Si vous ne l'achevez pas lors de son agonie, il se relèvera en pleine santé.
- Leader : Dans ce mode de jeu, un chef (Leader) est désigné dans chaque équipe (celui qui a tué le chef ennemi lors de la manche précédente ou si celui-ci n'a pas été tué celui qui a le plus de points) et le chef peut changer en cours de partie. Le but est simple, il faut d'abord tuer le chef de l'équipe adverse, car lorsqu'il est vivant ses alliés tombés au combat peuvent revivre (Respawn), puis il faut tuer le reste de l'équipe. La protection du chef est donc très importante!
- Ailier : Dans ce mode, vous avez 5 équipes (maximum) de deux joueurs, le but est très simple : il faut atteindre le nombre de points défini. Pour avoir des points, il faut tuer vos ennemis à bout portant ou via une exécution.
- Fugitif : Dans ce mode, sorte de "Capture the Flag", vous devez attraper un paria (PNJ qui remplace le drapeau), et l'emmener à différents endroits de la carte. Pour gagner, vous pouvez aussi garder le fugitif dans vos bras jusqu'à la fin du temps imparti. Pour attraper le paria, vous devez le faire agoniser (dans le langage Gears of War, le "coucher"), le prendre en otage (bouton A) puis le trainer jusqu'à la zone indiquée.
- Annexion : Dans ce mode multijoueur, vous devez capturer une zone définie (un cercle) en pénétrant dedans pour gagner des points, et contrôler la zone assez longtemps pour gagner grâce aux points. Mais l'anneau ne reste actif que 60 secondes, avant de changer de place... Attention, si un ennemi pénètre dans la zone, le gain de points s'arrête et vous devez recapturer la zone.
- Roi de la colline : Dans ce mode, vous devez capturer une zone fixe, mais pour gagner des points il faut qu'au moins un des membres de votre équipe reste à l'intérieur. L'équipe en possession du cercle ne voit plus ses membres tués réapparaitre, et, le handicap numérique aidant, l'équipe adverse arrive en général à prendre le contrôle de l'anneau, provoquant la réapparition de toute l'équipe et permettant de repartir à l'assaut.
- Horde : L'objectif est de survivre à 50 vagues locustes composées d'ennemis de plus en plus forts et nombreux, la difficulté augmentant rapidement.Toutes les 10 vagues, cela recommence comme la première mais les ennemis possèdent plus de vitalité ou d'attaque. Ce mode se joue à 5 joueurs maximum.

## Développement
Gears of War 2  a été présenté à la presse, par le lead designer d'Epic Games, Cliff Bleszinski, pendant la Game Developers Conference le 20 février 2008. Le jeu est sorti le 7 novembre 2008, uniquement sur Xbox 360. Il utilise une version améliorée du moteur Unreal Engine 3, la version 3.5. Le slogan du jeu est « Hope Runs Deep ».
La première vidéo dévoilée montrait Marcus se ruant sur un pauvre Locuste et le découpant avec son fusil-tronçonneuse LANZOR. Puis une seconde vidéo tirée du jeu lui-même avec près de 3 minutes in-game. Une partie des nouveautés du gameplay furent dévoilées lors de cette vidéo avec, entre autres, la confirmation des duels de tronçonneuses ou la possibilité de prendre en otage les locustes pour s'en servir de bouclier. Une troisième vidéo officielle était offerte en bonus pour les acheteurs d'UT 3 sur Xbox 360. Cette vidéo présentait plus de 8 minutes de gameplay du mode multijoueur, l'occasion d'en savoir un peu plus sur les nouveautés apportées par Gears Of War 2 : désormais il sera possible de coller les grenades sur les murs et de ramper lorsque l'on tombe à terre, de nouvelles animations apparaissent pour chaque arme lorsque l'on achève son ennemi au sol et il sera également possible de détruire certains éléments du décor. On note aussi l'apparition de nouvelles armes comme le lance-flammes ou les grenades empoisonnées. Les cartes dévoilées étaient toutes nouvelles avec cependant la présence de la carte "Impasse", qui a bien évolué depuis le premier opus.
On peut noter également l'arrivée de Cliff Bleszinski sur la scène. Surgissant en découpant une toile avec un LANZOR plus vrai que nature et donnant la date de sortie pour les mordus.
Dans une interview accordée à IGN, Cliff Bleszinski a annoncé que le jeu ne serait pas porté sur Windows, à contrario du précédent opus.

## Doublage
- Marcus Fenix : José Luccioni
- Dominic Santiago : Thierry Mercier
- Augustus Cole : Antoine Tomé
- Anya Stroud : Susan Sindberg
- Colonel Victor Hoffman & Chaps : Gerard Surugue
- Lt Mihn Young Kim : Serge Thiriet
- Benjamin Carmine : Alexandre Gillet
- Reine Locuste : Anne Rochant
- Damon Baird : Patrice Melennec
- Dizzy Wallin : ?
- Tai Kaliso : Patrice Melennec

## Liste des morts
- Jonathan Harper : meurt brulé par l'explosion de son hélicoptère
- Tai Kaliso : se suicide d'une balle dans la tête après avoir été torturé
- Benjamin Carmine : dévoré par de l'acide et des vers
- Maria Santiago : Dom la tue pour abréger ses souffrances
- Hydra : elle explosa au contact du sol
- Skorge : grièvement blessé au sol, il est tué quand sa lance le transperce

## Accueil
Gears of War 2 a reçu un excellent accueil par la presse spécialisée. Les sites GameRankings et Metacritic, qui effectuent des moyennes à partir de nombreuses publications, lui attribuent respectivement un score de 93 % et 94 %,.
Canard PC (7/10) - Consoles + (19/20) - Gameblog (5/5) - Jeux Vidéo Magazine (19/20)- Jeuxvideo.fr (19/20) - Joypad (19/20) - Xbox-Mag.net (18/20) - IGN UK (9,2/10) - Edge (9/10) - GameSpot (9/10) - GameSpy (5/5) - IGN (9,5/10) -  Jeuxvideo.com  (19/20) - gamekyo.com (9/10)